# Радзивилл, Леон Михаил
Князь Леон Михаил Радзивилл (11 апреля 1722 — 7 марта 1751) — государственный деятель Великого княжества Литовского, стражник польный литовский (1750—1751).

## Биография
Представитель несвижской линии знатного литовского магнатского рода Радзивиллов герба Трубы. Посмертный сын кравчего великого литовского Михаила Антония Радзивилла (1687—1721) и Мацианны Сесицкой (1729—1771)
Унаследовал от отца имения в Новогрудском воеводстве и графство Шидловецкое в Польше. В 1750 году получил должность стражника великого литовского.
Находился под опекой своего родственников, великого гетмана литовского и воеводы виленского Михаила Казимира Радзивилла Рыбоньки и его супруги Франциски Урсулы Вишневецкой.
16 февраля 1744 года по воле своих опекунов Леон Михаил Радзивилл женился на Анне Мыцельской (1729—1771), дочери каштеляна калишского и познанского Мацея Мыцельского (ок. 1690—1747) и Вероники Конаржевской. Дети:
- Николай Радзивилл (1746—1795), полковник литовских войск и староста радошковский
- Михаил Радзивилл (умер в детстве)
- Мацей Радзивилл (1749—1800), подкоморий литовский и каштелян виленский
- Теофила Магдалена Радзивилл (род. 1745), 1-й муж с 1761 года воевода инфлянтский Станислав Бжостовский (1733—1769), 2-й муж

Ферзен, барон Ермолай (Герман) Егорович, генерал от инфантерии (с 29.03.1799), род. в 1742 г., умер после 1801 г.
После смерти Леона Михаила Радзивилла его вдова Анна Мыцельская вторично вышла замуж за великого гетмана литовского Михаила Казимира Радзивилла Рыбоньку.